# Guldtrast
Guldtrast (Zoothera aurea) är fågel i familjen trastar inom ordningen tättingar. Den häckar i tajga från Uralbergen österut till Japan. Vintertid flyttar den söderut till sydöstra Asien. Utanför sitt utbredningsområde påträffas den mycket sällsynt i västligare delar av Europa, med exempelvis sex fynd i Sverige. Artgränserna bland guldtrasten och dess släktingar är ännu inte helt utredda, där vissa även inkluderar sydasiatiska bestånd i arten. Arten minskar i antal, men beståndet anses vara livskraftigt. 

## Utseende och läte
Guldtrasten är en förhållandevis stor trast med kroppslängd på cirka 27–31 centimeter. Fjäderdräktens grundton är på ryggen ljust olivbrun, mot buken gulaktig till vit. Hela dräkten har kraftig svart fjällteckning. Vingen är på ovansidan brokig i svart och beige, undersidan till största delen vit med ett markant svart band från armhåla till vingknoge.
Guldtrasten skiljer sig från närbesläktade tigertrasten då guldtrasten är större, har spetsigare vingar, 14 istället för tolv stjärtpennor och de har olika sång. Guldtrasten är också mer guldgul i tonen än tigertrasten som är mer rödbrun och benen hos guldtrast är rosaröda mot tigertrastens grågula.
Förutom sången är guldtrasten mycket tystlåten. Sången är en utdragen entonig vissling med fyra till fem sekunders mellanrum. "tyy...tyy...ty...".

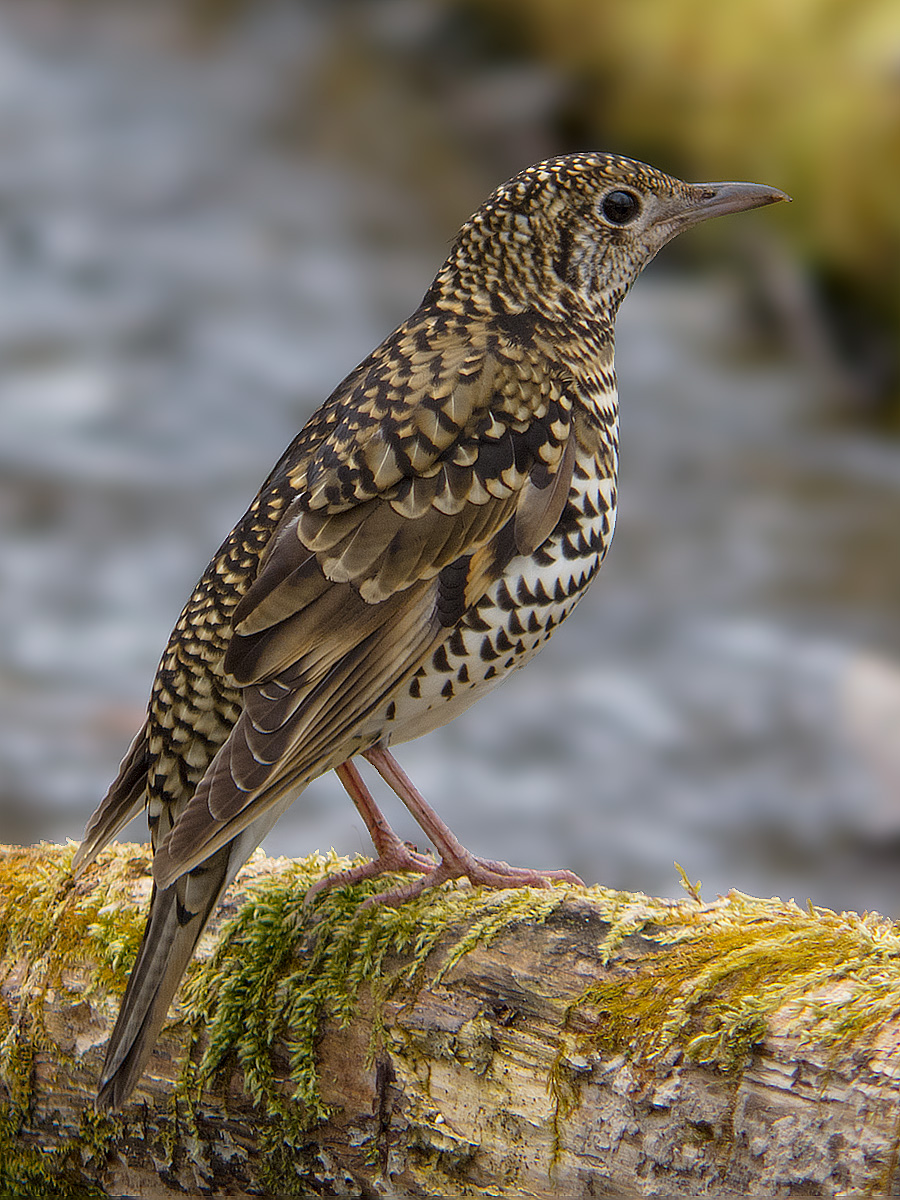

## Utbredning och systematik
Guldtrasten är en flyttfågel som främst häckar på tajgan i norr, från Sibirien till Manchuriet, Japan och Korea. Den övervintrar i södra Kina, Indokina, Taiwan och på ön Lan-yü. Arten är en mycket sällsynt gäst i Europa, även i Sverige. Första fyndet gjordes 1837 då en individ sköts i Jämtland. Därefter har den observerats ytterligare fem gånger, senast i Ottenby, Öland 2003.

## Systematik
Guldtrasten delas upp i två underarter med följande utbredning:
- Zoothera aurea aurea – häckar från Sibirien till Manchuriet och Korea; övervintrar i södra Kina och Indokina
- Zoothera aurea toratugumi – häckar i Manchuriet och Japan; övervintrar i Taiwan och på ön Lan-yü.

I verket Handbook of Western Palearctic Birds (Shirihai & Svensson 2018) behandlas dock arten som monotypisk, det vill säga inte delas in i underarter, en linje som svenska BirdLife Sverige numera följer.
Systematiken kring guldtrasten och dess närmaste släktingar är inte helt utredd och fortfarande kontroversiell. Tidigare fördes en mängd populationer i främst östra och södra Asien till guldtrasten, men dessa behandlas idag vanligen som egna arter:
- Tigertrast (Zoothera dauma) – i Himalaya, inklusive taxonen horsfieldi (Sydostasien) och iriomotensis i Ryukyuöarna
- Amamitrast (Zoothera major) – i Ryukyuöarna
- Ceylontrast (Zoothera imbricata) –  på Sri Lanka
- Nilgiritrast (Zoothera neilgherriensis) – i sydvästra Indien

Det råder dock inte konsensus kring denna uppdelning. Birdlife International har valt en annorlunda indelning av komplexet i endast tre arter:
- Zoothera dauma – inklusive ceylontrasten
- Zoothera major – monotypisk
- Zoothera aurea – inklusive nilgiritrasten, ceylontrasten, horsfieldi och iriomotensis

I och med att tigertrasten urskiljs som egen art bytte guldtrasten också vetenskapligt artepitet från dauma till aurea. Även guldtrastens auktor förändrades i och med detta, från John Latham, 1790 till François Holandre, 1825 eftersom taxonet som Latham beskrev 1790 var dauma.

## Levnadssätt
I Ryssland häckar guldtrasten i mörka barr- och blandskogar, vanligen i granskogar utmed floddalar, beskogad stäpp, bland- eller lövskogar på åsar och sluttningar och öppen skog med lärk, björk och asp. I Korea hittas den i bergsbelägna skogar, i Japan mer i fuktiga löv- och blandskogar med tät undervegetation, huvudsakligen på mellan 500 och 1600 meters höjd på centrala Honshu, på Hokkaido från havsnivån till 800 meter över havet. I övervintringsområdena hittas den i städsegrön skog, bergsskogar och bambulundar på alla nivåer, men även i stadsnära parker, i öppna områden som gräsmattor, picknickområden och golfbanor nära skyddande träd.

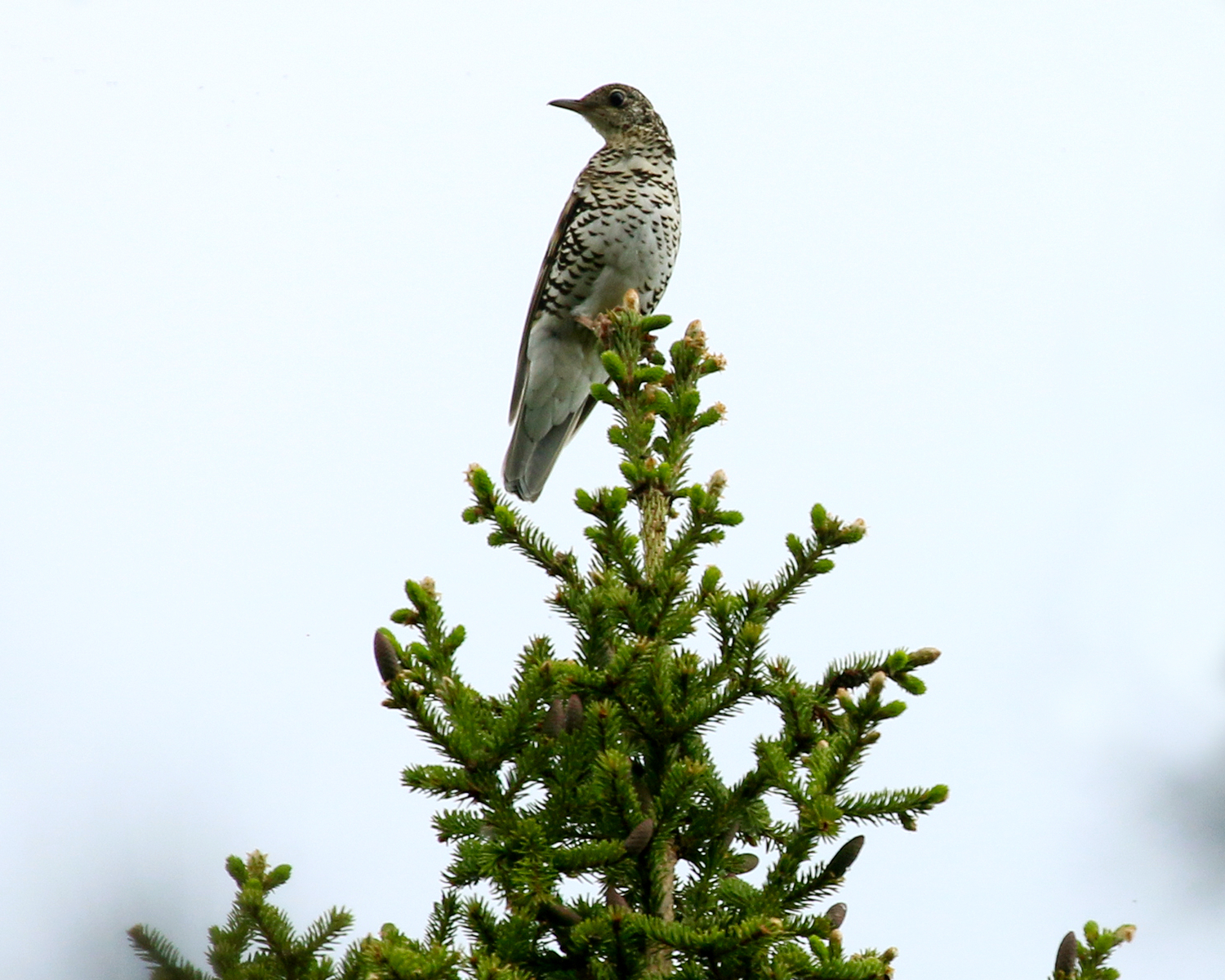

Guldtrasten är en omtalat skygg fågel som födosöker på eller nära marken på jakt efter ryggradslösa djur och bär. Där syns den nervöst promenera, vända torra blad med näbben och ofta snabbt sprida ut och resa stjärten. Den är ofta aktiv i gryning och skymning då den kan söka sig till stigar och vägar.

### Häckning
Arten häckar från slutet av maj i Sibirien, maj–augusti i Nordkorea och april–augusti i Japan. Det stora skålformade boet av mossa, gräs, kvistar och rötter placeras en till sex meter upp i en trädklyka, buske eller på en jordbank. Däri lägger den tre till fem ägg.

## Status och hot
Arten har ett stort utbredningsområde och en stor population, men tros minska i antal, dock inte tillräckligt kraftigt för att den ska betraktas som hotad. IUCN kategoriserar därför arten som livskraftig (LC). Notera dock att IUCN inkluderar ceylontrasten och taxonet horsfieldi i guldtrasten. I Europa tros det häcka 25 000–100 000 par.